# Niklas Nikolajsen
Niels Niklas Bang Nikolajsen (* 1975) ist ein dänisch-schweizerischer Early Adopter, Investor,  FinTech-Unternehmer im Bereich Kryptowährungen und Krypto-Finanzierungen. Er ist Gründer von Bitcoin Suisse und im Verwaltungsrat der Nikolajsen Capital AG.
Seit 2011 hat er seinen Wohnsitz in der Schweiz. Er ist verheiratet und hat zwei Kinder.

## Karriere
Nikolajsen arbeitete als Softwarearchitekt und Developer, in den späteren Jahren seiner Karriere vor allem im Finanzsektor. Seit dem Jahr 2010 ist er Befürworter der Bitcoin- und Blockchain-Technologie, vor allem in der Schweiz.
Im Jahr 2013 begründete er die Bitcoin Suisse AG mit, einen (2021) führenden Makler, Vermögensverwalter und Finanzdienstleister im Krypto-Finance-Bereich, welche er bis Ende 2017 als CEO führte. Mit über 275 Mitarbeitern gehört die Bitcoin Suisse AG heute zu den größten Unternehmen im Krypto-Finance-Bereich in der Schweiz. Die Bitcoin Suisse AG ist der Zahlungs-Terminal-Anbieter für die Stadt Zug, die erste öffentliche Stelle weltweit, die Bitcoin-Zahlungen für öffentliche Finanz-Dienstleistungen akzeptiert. Nach dem Ende seiner Tätigkeit als Chief Executive Officer (CEO) der Bitcoin Suisse AG übernahm er das Amt des Vorsitzenden des Verwaltungsrats, das er bis 2021 innehatte.
Im Jahr 2014 war er Mitbegründer der Digital Finance Compliance Association, schloss sich dem Vorstand an, förderte das in Zug basierte Crypto-Valley-Konzept und arbeitete gemeinsam mit der Eidgenössischen Finanzmarktaufsicht an Schweizer Rahmenbedingungen für Digital-Finance- und Kryptowährungen.
Laut Journalistin Laura Shin schlug Nikolajsen in einem aufgezeichneten Telefongespräch von 2016 der sogenannten „White Hat Group“ um Griff Green vor, den Ether und Ether Classic Markt mithilfe der Bitcoin Suisse AG zu manipulieren. Nikolajsen nannte seinen Vorschlag „[...] significant, if not historic, market manipulation“ (deutsch: „signifikante, wenn nicht sogar historische, Marktmanipulation“). Die „White Hat Group“ lehnte den Vorschlag jedoch aus ethischen Gründen ab.
Im Jahr 2016 und 2018 listete ihn das Schweizer Wirtschaftsmagazin BILANZ unter den Top 100 der einflussreichsten Schweizer Banker.
2024 gab die Bitcoin Suisse ihr Vorhaben auf, eine Banklizenz zu erwerben. Das Verfahren dafür hätte ein unverändertes Angebot und Geschäftsmodell bis zur Bewilligung durch die Finma erfordert, wodurch die Firma Konkurrenten gegenüber ins Hintertreffen hätte geraten können. Kritiker beurteilen den Schritt mittelfristig als riskant: «Bitcoin Suisse gibt sich damit zufrieden, die Standards einer Bank nicht zu erreichen, und sucht das Glück abseits des Finanz-Mainstreams. Lieber im Nahen Osten auf Kundenfang gehen, als die Prozesse einer Schweizer Bank bezüglich Sicherheit und Compliance zu erfüllen.»

## Persönliches
Im Jahr 2018 kaufte Nikolajsen das Salesianum in Zug, eine in 1750 erbaute Residenz am Seeufer, welches dem Autor der Schweizer Nationalhymne während eines Streits mit den Kirchenverantwortlichen im 19. Jahrhundert Unterschlupf gewährte. Sein Einzug in das zuvor aufwendig renovierte Kulturdenkmal fand im Sommer 2023 statt. Die zum Anwesen gehörende Kapelle St. Karl Borromäus wird in Zukunft als öffentlich zugängliches Museum bereitgestellt. Das Salesianum gilt als eines der Wahrzeichen von Zug.
Im Jahr 2021 wurde Nikolajsen von dem Schweizer Wirtschaftsmagazin BILANZ als einer der „Decentralisers“ ernannt. Negativschlagzeilen machte der Finanzdienstleiste 2023 mit einem 35 Tonnen Feuerwerk, das er der Stadt Zug mitten in einer laufenden Diskussion um Umweltschutz-Fragen medienwirksam spendierte. Durch die abgefeuerten über 1000 Raketen, mit 500 kg Explosivmasse, wurden über dem Zugersee «innerhalb von 15 Minuten 5,5 Tonnen CO₂ ausgestossen». Das unverhoffte «Geschenk» sorgte schweizweit für Aufsehen: Besorgte Kritiker monierten insbesondere, dass bei der Bewilligungserteilung «weder das kantonale Amt für Wald und Wild noch das Amt für Umwelt einbezogen» worden seien.
2024 steht das Salesianum erneut zum Verkauf.

## Vermögen
Gemäß Reichsten-Liste der Bilanz vom Jahr 2023 wird sein Vermögen auf 250 Millionen Franken geschätzt. Dies im Unterschied zum Jahr 2021, als es auf 300 bis 350 Millionen angeschlagen worden war. Der geplante Verkauf des aufwändig renovierten Silesianums und die missglückte öffentliche Versteigerung eines Autonummernschilds zu einem sechsstelligen Rekordpreis heizten Mediengerüchte an, wonach es beim Crypto-Promi in Sachen Finanzen tatsächlich nicht zum Besten stehe.